# Havsfikon
Havsfikon (Synoicum pulmonaria) är en sjöpungsart som först beskrevs av Ellis och Daniel Solander 1786.  Havsfikon ingår i släktet Synoicum och familjen klumpsjöpungar. Enligt den svenska rödlistan är arten otillräckligt studerad i Sverige. Arten förekommer i Götaland. Artens livsmiljö är havet. Inga underarter finns listade i Catalogue of Life.